# Thymalus limbatus
Thymalus limbatus là một loài bọ cánh cứng trong họ Trogossitidae. Loài này được Fabricius miêu tả khoa học năm 1787.

## Hình ảnh

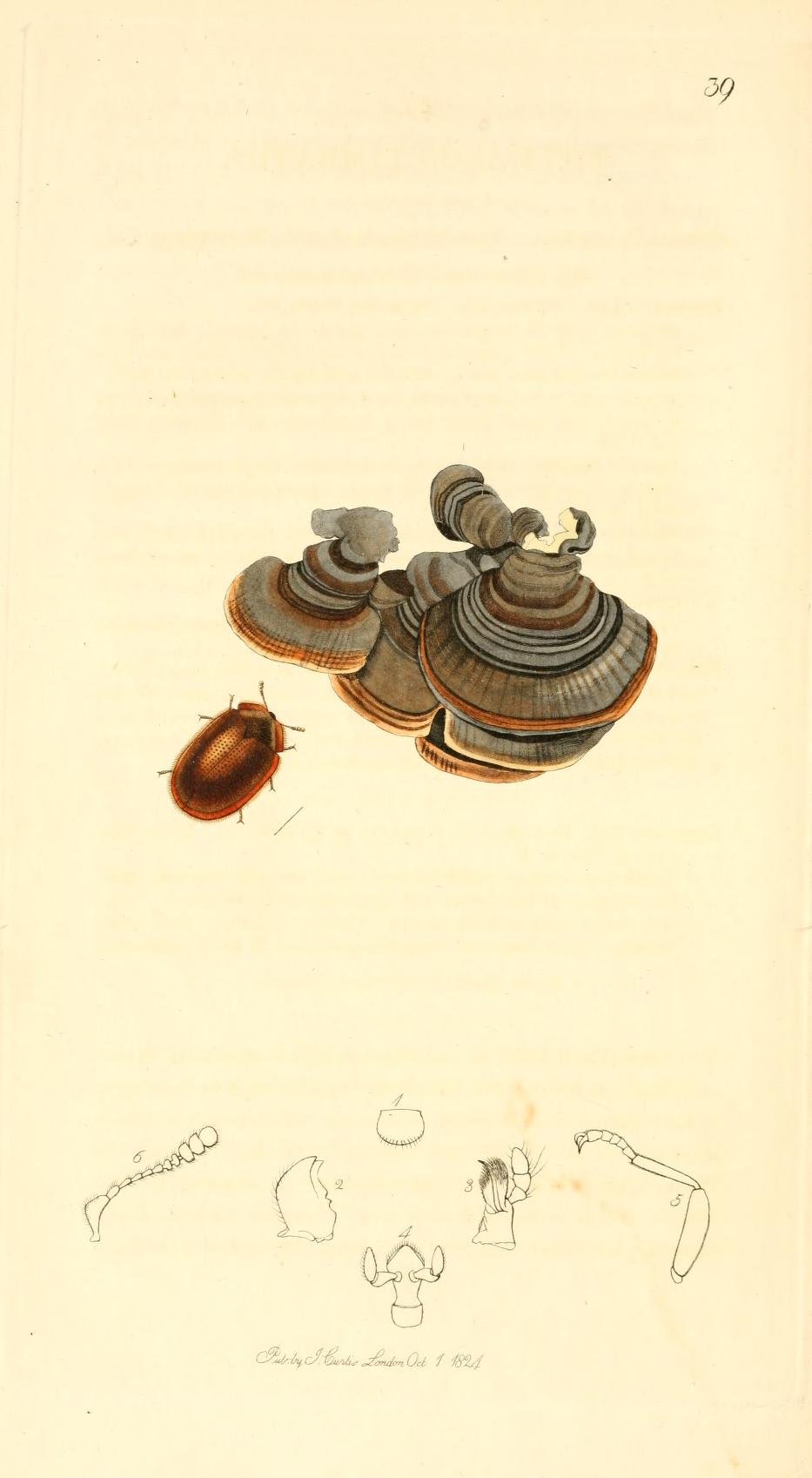
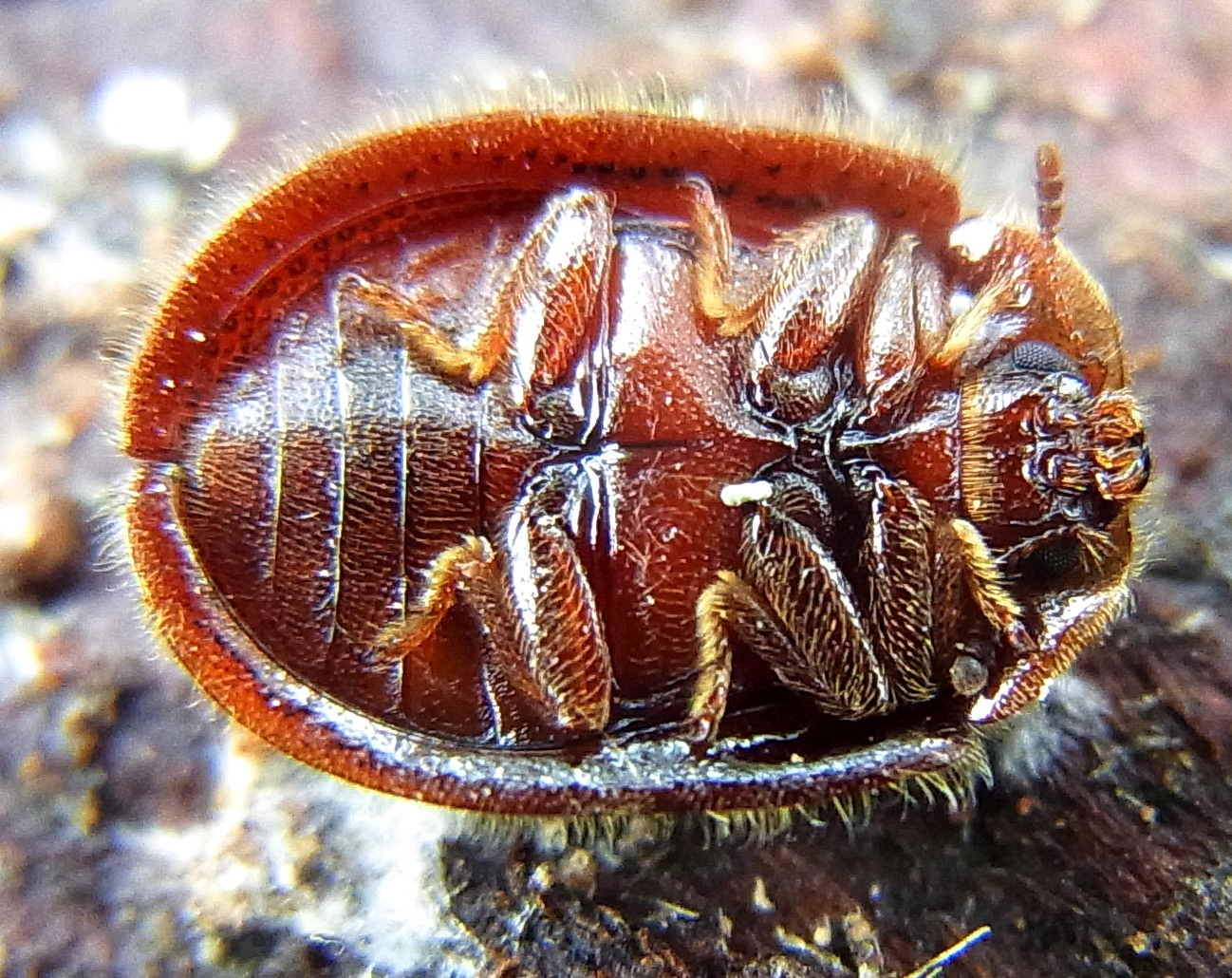
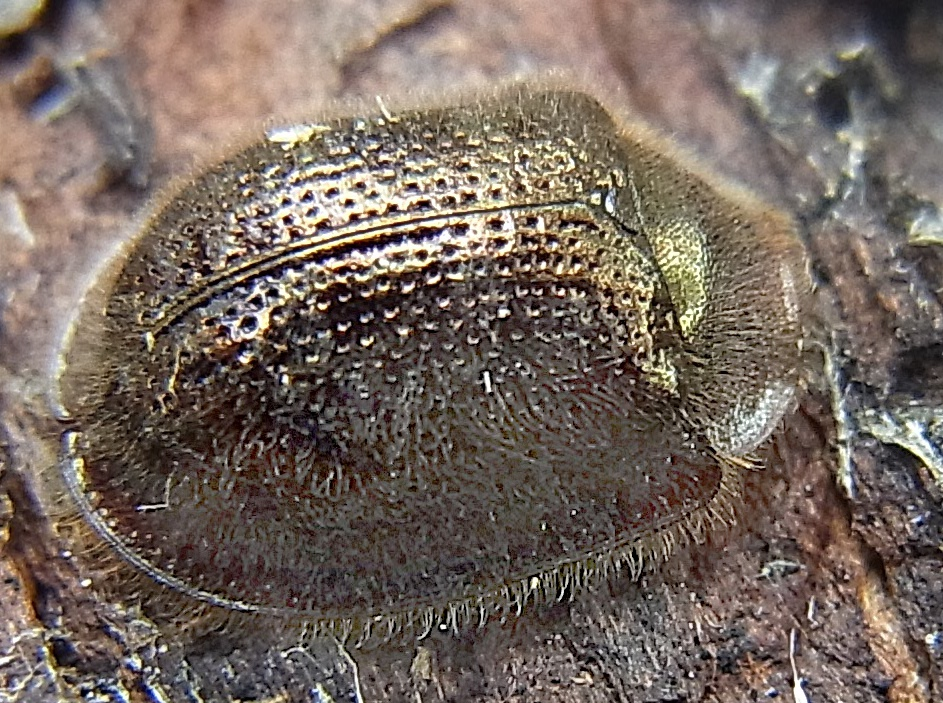
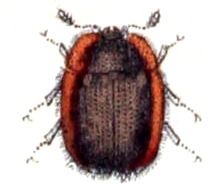